# Deluz
Deluz é uma comuna francesa na região administrativa de Borgonha-Franco-Condado, no departamento de Doubs. Estende-se por uma área de 8,03 km². Em 2010 a comuna tinha 620 habitantes (densidade: 77,2 hab./km²).